# Mosquée Laleli
La mosquée Laleli (en turc Laleli Camii) est une mosquée impériale ottomane située dans le district de Fatih en Turquie.

## Histoire
La mosquée Laleli a été érigée par le sultan Mustafa III de 1760 à 1763. Les plans ont été conçus par l'architecte Mehmed Tahir Ağa dans le style baroque.
Le complexe a été détruit dans un incendie peu après sont achèvement en 1783, mais fut immédiatement reconstruit à l'identique.
L'incendie de 1911 a lui ravagé la médersa et d'autres constructions auxiliaires à l'édifice.

## Architecture

### Extérieur
La mosquée a été édifiée sur une terrasse surélevée où se dressaient de nombreux magasins, dont les loyers étaient destinés à financer le complexe.
Au-dessous de la structure se dresse un hall soutenu par huit grands piliers, avec en son centre une fontaine.
La cour rectangulaire est deux fois plus grande que la salle de prière (haram) ; elle est maintenue par une rangée d'arcade et dix-huit baies en forme de dôme, avec une fontaine d'ablutions au centre. Deux minarets flanquent les portiques d'entrée de la cour.

### Intérieur

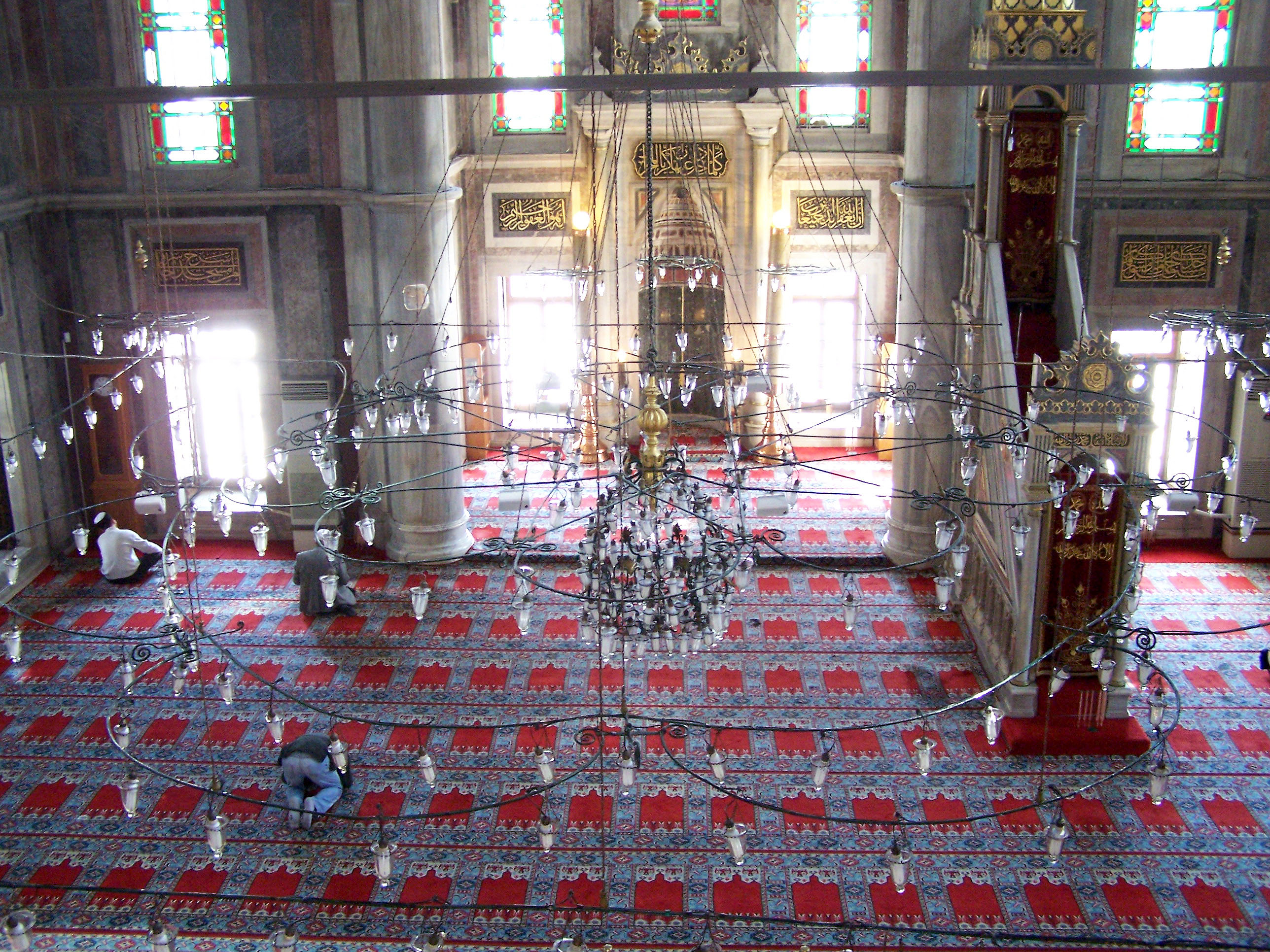
Intérieur de la Mosquée Lâleli, avec à droite le minbar.

L'édifice possède un plan octogonal inscrit dans un rectangle, avec une galerie sur sa façade occidentale.
Les murs sont composés de marbres variés, colorés dans des teints rouge, bleu, jaune et bruns, les médaillons sont ornés d'onyx semi-précieux. Le mihrab et le minbar sont également décorés de marbres rares. L'éclairage intérieur émane des nombreuses fenêtres dont les vitraux sont encerclés de blanc.
Le dôme mesure 12,5 mètres de diamètre, et s'élève à 24,5 mètres de haut, sur un tambour octogonal de huit arcs, entouré de nombreux demi-dômes.

### Complexe
Bien que la plupart des structures auxiliaires de la mosquée aient disparu au fil des ans, sont toujours présents les mausolées ou türbe en forme de dôme octogonal de Mustafa III, de sa femme Mihrişah Valide Sultan, de son fils Selim III et de ses filles Hibetullah, Fatma et Mihrimah Sultan. L'intérieur de ces türbe est décoré de mosaïque d'Iznik et une bande de calligraphie islamique encercle les murs supérieurs.